# Пойнтер, Дуги
Дуги Ли Пойнтер (род. 30 ноября 1987 г.) — британский музыкант, басист, автор песен и вокалист поп-рок группы McFly. Также является победителем 11-го сезона шоу I'm a Celebrity...Get Me Out of Here!.

## Детство
Посещал школу искусств с 11 до 16 лет.

## Личная жизнь
Встречался с Фрэнки Сенфорд из группы The Saturdays, но они расстались в марте 2010 года. Позже, в апреле 2010 года они сошлись снова, но опять расстались в ноябре того же года. Дуги уверил, что в третий раз они не сойдутся. Позже он отправился в реабилитационную клинику, из-за депрессии после разрыва. В мае 2014 года начал свои отношения с британской певицей Элли Голдинг. После почти двух лет отношений пара рассталась в начале 2016 года.

## Другая работа
До прихода в McFly в возрасте 15 лет, Пойнтер был в группе под названием 'Ataiz. В 2010 году Дуги и ещё три человека, в том числе продюсером Джейсоном Перри, начали вести линию одежды под названием «Zukie", названный в честь ящерицы Пойнтера. Дуги владеет 30 процентами бизнеса. В начале 2011 года было подтверждено, что Пойнтер начал свою собственную линию одежды под названием "Saint Kidd", названную в честь пирата Уильяма Кидда. Дуги и Том Флетчер опубликовали книгу под названием "The Dinosaur That Pooped Christmas", о мальчике, который получает динозавра на Рождество. Книга была выпущена в октябре 2012 года.